# Trichosanthes thailandensis
Trichosanthes thailandensis är en gurkväxtart som beskrevs av Lu Q.Huang. Trichosanthes thailandensis ingår i släktet Trichosanthes och familjen gurkväxter. Inga underarter finns listade i Catalogue of Life.